# ウェディング・シンガー
『ウェディング・シンガー』（The Wedding Singer）は、1998年のアメリカ映画。サタデー・ナイト・ライブ出身のコメディアン・アダム・サンドラーを主演に迎えて大ヒットしたロマンティック・コメディである。全米初登場1位を記録。共演のドリュー・バリモアとの再共演作『50回目のファースト・キス』もヒットしている。

## ストーリー
ウエディング・シンガーとして働くロビーは、自分自身も恋人リンダとの結婚を控え、幸せな日々を送っていた。ところが、結婚式の当日、牧師の前で待つロビーの元にリンダは現れず、結婚は取りやめになってしまう。リンダは、ウエディング・シンガーではなく、ミュージシャンとして自分のバンドで活動していた頃のロビーを愛していると告げ、去ってしまう。
すっかり落ち込んだロビーは自暴自棄になり、仕事中もトラブルを起こす始末。そんな時にウェイトレスのジュリアに力づけられ、彼女自身の結婚式の準備を手伝うようになり、少しずつ互いに惹かれるようになる。ある日ロビーは、ジュリアのフィアンセであるグレンが平気で浮気をするような男と知り、行動を起こす。

## キャスト
| 役名                             | 俳優                           | 日本語吹き替え | 日本語吹き替え |
| 役名                             | 俳優                           | ソフト版       | 機内上映版     |
| -------------------------------- | ------------------------------ | -------------- | -------------- |
| ロビー・ハート                   | アダム・サンドラー             | 堀内賢雄       | 森川智之       |
| ジュリア・サリヴァン             | ドリュー・バリモア             | 小林さやか     |                |
| ホリー・サリヴァン               | クリスティン・テイラー         | 日野由利加     |                |
| サミー                           | アレン・コヴァート             | 大塚芳忠       |                |
| リンダ                           | アンジェラ・フェザーストーン   | 高島雅羅       |                |
| グレン・グリア                   | マシュー・グレイヴ             | 堀之紀         |                |
| アンディ                         | フランク・シベロ               | 水野龍司       |                |
| アンドレ                         | ロバート・スミゲル             | 石井隆夫       |                |
| ロージー                         | エレン・アルベルティーニ・ダウ | 大橋世津       |                |
| ジョージ                         | アレクシス・アークエット       | 柳沢栄治       |                |
| ルディ                           | ティム・ハーリヒー             | 田中正彦       |                |
| ジェイソン                       | スティーヴン・ブリル           | 柳沢栄治       |                |
| ジョイス（フライトアテンダント） | マーニー・シュナイダー         | 幸田夏穂       |                |
| 本人役                           | ビリー・アイドル               | 田中正彦       |                |
| ノンクレジット                   |                                |                |                |
| デヴィッド・“デイヴ”・ヴェルトリ | スティーヴ・ブシェミ           | 荒川太朗       |                |
| ジミー・ムーア                   | ジョン・ロヴィッツ             | 荒川太朗       |                |

- ソフト版吹き替え - VHS・DVD・BD収録

演出：中野洋志、翻訳：武満真樹、制作：ニュージャパンフィルム
VHSに収録されていた劇場公開版に合わせて製作されており、特別編集版が収録されているDVDやBDでは一部字幕対応となっている。

## ミュージカル
2005年に脚本：チャド・ベグリン、ティム・ハーリヒー。音楽：マシュー・スクラー。作詞：チャド・ベグリンでミュージカル化された。
ブロードウェイにおいては、シンガーソングライターでコメディアンのステファン・リンチとブロードウェイ女優のローラ・ベナッティの主演により、2006年3月30日からのプレビュー公演を経て、4月27日に公演が開始され、2006年トニー賞の作品賞へもノミネートされた。2006年12月31日終演。

### 日本公演
日本では2008年2月井上芳雄主演で日生劇場にて初演、2011年にも初演とほぼ同じキャスト（アンサンブルは7人減っている）で再演された。2013年3月には、アンサンブルを含む一部のキャストを替え再演されている。

#### スタッフ
- 製作：東宝
- 演出：山田和也
- 上演台本・訳詞：飯島早苗
- 振付：上島雪夫

#### 劇場
- 2008年2月6日 - 2月28日 - 日生劇場
- 2011年3月6日 - 3月29日  - シアタークリエ(東北地方太平洋沖地震のため計4公演中止)
- 2011年4月8日 - 4月10日 - シアター・ドラマシティ
- 2011年4月8日 - 4月10日 - 中日劇場
- 2011年4月17日 - 山梨県立県民文化ホール
- 2011年4月17日 - 福岡市民会館
- 2011年4月19日 - 大分県立総合文化センター
- 2011年4月22日 - 盛岡市民文化ホール(東北地方太平洋沖地震のため公演中止)
- 2011年4月26日 - 日本青年館(打ち上げ公演)
- 2013年3月1日 - 3月20日 - シアタークリエ
- 2013年3月23日・24日 - 博多座
- 2013年3月27日・28日 - 岩手県民会館 大ホール(貸切公演)
- 2013年3月31日 - 日本青年館(打ち上げ公演)

#### キャスト
|          | 2008/2011年 | 2013年     |
| -------- | ----------- | ---------- |
| ロビー   | 井上芳雄    | 井上芳雄   |
| ジュリア | 上原多香子  | 高橋愛     |
| ホリー   | 樹里咲穂    | 彩吹真央   |
| グレン   | 大澄賢也    | 大澄賢也   |
| サミー   | 鈴木綜馬    | 吉野圭吾   |
| ジョージ | 新納慎也    | 新納慎也   |
| ロージー | 初風諄      | 初風諄     |
| アンジー | ちあきしん  | ちあきしん |
| リンダ   | 徳垣友子    | 徳垣友子   |